# Guillermo Ruiz Merino
Guillermo Ruiz Merino más conocido como Guillermo Ruiz (2 de abril de 1995, Madrid, España) es un jugador de baloncesto español, que juega en la posición de alero en el Real Canoe Natación Club Baloncesto Masculino, que compite en la LEB Oro.

## Trayectoria deportiva
Es un escolta formado en las categorías inferiores del Real Madrid Baloncesto en el que estuvo hasta 2014, donde ingresó en el Baloncesto Alcobendas para jugar durante tres temporadas en Liga EBA. Tras comenzar la temporada 2017-18 en el Baloncesto Alcobendas, se marcha al Real Canoe de Liga LEB Plata con el que conseguiría el ascenso a LEB Oro, aunque no pudo finalizar la temporada debido a sus estudios en el extranjero.
En la temporada 2018-19 regresa al Baloncesto Alcobendas para jugar en Liga EBA.
En verano de 2019, regresa al Real Canoe por una temporada para debutar en la Liga LEB Oro.
En agosto de 2020, renueva contrato con el club madrileño para seguir jugando en la Liga LEB Oro.